# Weidner Field
O Weidner Field é um estádio específico para futebol localizado no centro de Colorado Springs, Colorado, Estados Unidos . Depois de concluído, planejado para a primavera de 2021, ele se tornará a casa do Colorado Springs Switchbacks FC, que compete no segundo nível do futebol profissional masculino dos EUA, o USL Championship (USLC). Sua capacidade é para 8.000 pessoas para jogos de futebol, podendo ser estendido para até 15 milpara shows.   Ele substitui o antigo Weidner Field, agora conhecido como Switchbacks Training Stadium, um estádio menor no leste da cidade.

## História
O estádio faz parte de um projeto maior da cidade de Colorado Springs conhecido como City of Champions. O interesse dos Switchbacks em um novo estádio resultou parcialmente da criação do USL League One, de terceiro nível, pelo operador do USLC, United Soccer League . O clube temia que, sem planos firmes para uma reforma do estádio, seu status de segunda divisão não fosse garantido. Os planos para o novo estádio, incluindo também um distrito de entretenimento ao redor, foram revelados oficialmente em julho de 2018.  Os detalhes do design foram revelados em julho de 2019, e a inauguração cerimonial ocorreu em dezembro. 
Os naming rights pertencem a Weidner Apartment Homes, um proprietário minoritário do Switchbacks FC  e patrocinador do antigo estádio. O nome "Weidner Field" foi oficialmente transferido do antigo estádio para o novo local em 15 de outubro de 2020. 